# Мария Николаевна (великая княжна)
Мари́я Никола́евна (26 июня 1899, Петергоф, Санкт-Петербургская губерния — 17 июля 1918, Дом Ипатьева, Пермская губерния) — русская великая княжна из дома Гольштейн-Готторп-Романовых, третья дочь императора Николая II и императрицы Александры Фёдоровны. Тезоименитство — 22 июля по юлианскому календарю (Марии Магдалины).
После 1917 года с семьёй находилась под арестом. В ночь с 16 на 17 июля 1918 года была расстреляна вместе со своей семьёй в полуподвальном помещении дома Ипатьева в Екатеринбурге. Многочисленные лже-Марии, появившиеся после её смерти, рано или поздно были разоблачены как самозванки.
Прославлена вместе с родителями, сёстрами (великими княжнами Ольгой, Татьяной, Анастасией) и братом (цесаревичем Алексеем) в сонме новомучеников Российских на юбилейном Архиерейском соборе Русской православной церкви в августе 2000 года. Ранее, в 1981 году, они же были канонизированы Русской православной церковью заграницей.
В августе 2007 года в Поросёнковом логу близ Екатеринбурга были обнаружены обгорелые останки, первоначально идентифицированные как останки Алексея и Марии. В 2008 году генетический анализ, проведённый экспертами в США, подтвердил, что найденные останки принадлежат детям Николая II.

## Биография

### Рождение
Великая княжна Мария Николаевна родилась 14 июня 1899 года в летней резиденции Александрии (Петергоф), где в то время проводила лето императорская семья. Беременность у царицы проходила тяжело, несколько раз она падала в обморок, и последние месяцы вынуждена была передвигаться в кресле-каталке. День родов, по воспоминаниям современников, был пасмурным и холодным.
Николай отметил в своём дневнике:
Счастливый день: Господь даровал нам третью дочь — Марию, которая родилась в 12:10 благополучно! Ночью Аликс почти не спала, к утру боли стали сильнее. Слава Богу, что всё окончилось довольно скоро! Весь день моя душка чувствовала себя хорошо и сама кормила детку.
Великая княгиня Ксения Александровна, в свою очередь, отозвалась на это событие так:
Какое счастье, что всё кончилось благополучно, все волнения и ожидания, наконец, позади, притом жаль, что родился не сын. Бедная Аликс! Но мы рады всё равно — какая к тому важность — мальчик или девочка.
По воспоминаниям баронессы Изы Буксгевден, роды проходили тяжело, опасались за жизнь обеих, но мать и дочь удалось спасти, малышка родилась здоровой и крепкой, не уступая в этом старшим детям.
Опубликованное 15 июня того же года в официальном органе печати извещение за подписью Министра двора барона Фредерикса гласило: «Ея Величество Государыня Императрица Александра Феодоровна благополучно разрешилась от бремени Дочерью Великою Княжною, нареченною при святой молитве Марией, 14 июня, сего года, в 12 час. 10 мин. пополудни, в Петергофе». Опубликованный в тот же день Высочайший манифест повелевал «писать и именовать, во всех делах, где приличествует, Любезнейшую Нашу Дочь Великую Княжну Марию Николаевну Ея Императорским Высочеством». Также публиковалось сообщение, подписанное лейб-акушером и лейб-хирургом, гласившее: «<…> здоровье Ея Величества и Высоконоворожденной находится в совершенно удовлетворительном состоянии».

### Крещение
Крещение новорождённой, согласно церемониалу, было совершено 27 июня в церкви Большого Петергофского дворца (куда она была привезена из Нового дворца в Александрии в парадной золочёной карете, запряжённой цугом в 6 лошадей) духовником императорской семьи протопресвитером Иоанном Янышевым; её восприемниками от купели были императрица Мария Феодоровна, великий князь Михаил Александрович, Королевич Георгий Греческий, великая княгиня Елисавета Феодоровна, великая княгиня Александра Иосифовна, принц Генрих Гессенский; присутствовали также посланники от иностранных дворов и около 500 дворцовых фрейлин. По совершении таинства был дан пушечный салют в 101 выстрел при пении «Тебе Бога хвалим» и колокольном звоне церквей.
Воспоминания няньки императорских детей Маргариты Игер, в то время едва только прибывшей в Россию из Англии, дают почувствовать роскошь и атмосферу этого события. Она вспоминала, как не без труда смогла попасть в забитую людьми церковь, так как мисс Игер не владела русским языком и никак не могла объясниться с охраной. И всё же, едва попав внутрь, она была окружена взволнованными представителями духовенства, на разных языках выяснявшими, какой должна быть температура воды в купели.
Я отвечала ему по-французски и по-английски, но похоже, он ничего не понял. Тогда я на пальцах показала ему количество градусов и толпа взволнованных и заинтригованных священнослужителей принялись готовить купель для малышки. Наконец появились и приглашённые — послы и их жены, все одетые по моде своих дворов. Маленькая китаянка выглядела особенно миловидно и броско, на ней было роскошное голубое кимоно, украшенное вышивкой, и маленькая голубая шляпка, над одним ухом был прикреплён красный цветок, над другим — белый. Римско-католическую церковь представлял здесь кардинал в красной шляпе и сутане, а глава Российской лютеранской общины был одет в чёрную рясу с гофрированным воротником. Дело в том, что поляки большей частью исповедуют католицизм, а финны принадлежат к лютеранской или реформатской церквям. <…> Вдовствующую и молодую императрицу сопровождали пятьсот молодых девушек, т. н. «demoiselles d`honneur». Эти юные девушки в торжественных случаях, подобных этому, всегда одеваются одинаково — в алые, расшитые золотом бархатные платья со шлейфом, с нижними юбками из белого сатина; в то время как дамы более старшего возраста, «les dames de la cour» надели тёмно-зелёные с золотом платья.
По воспоминаниям Маргариты Игер, великая княжна была одета в коротенькую крестильную рубашку, которая перешла ей по наследству от отца — эта рубашка в тот же день пропала, и разыскать пропажу так и не удалось. В церковь великую княжну внесла фрейлина императрицы княгиня Голицына. По народному обычаю, связанному с крещением, срезанные с головы новорождённой пряди волос закатали в воск и бросили в купель. Считалось, что это покажет будущее малышки — восковой шарик благополучно утонул, что, как горько иронизировала миссис Игер, должно было значить, что в будущем малышке ничего не угрожает.
По совершении таинства крещения, император Николай (который до того находился в «ближайшем покое» дворца, так как присутствие родителей по плоти не дозволяется во время совершения таинства крещения) вошёл в церковь; митрополит Антоний (Вадковский) приступил к совершению литургии, во время которой императрица Мария Феодоровна поднесла княжну ко причащению святых таин. Во время пения «Да исполнятся уста наша» Канцлер российских Императорских и Царских орденов барон Фредерикс поднёс на золотом блюде императрице Марии Феодоровне орден Св. Екатерины, который та возложила на княжну.

### Внешность и характер. Современники о великой княжне Марии
Няня царских детей Маргарита Игер вспоминала, что девочка с самого начала отличалась весёлым лёгким характером и постоянно улыбалась окружающим. Великий князь Владимир Александрович тогда же назвал её «чудесной малышкой».
Вместе с Анастасией, младшей дочерью, пострелёнком — как ласково звала Анастасию мать, которой, несмотря на разницу в возрасте, она целиком подчинялась, их звали «маленькой парой» — в противопоставление «большой паре» — старшим, Ольге и Татьяне.
Современники описывают Марию как подвижную весёлую девочку, чересчур крупную для своего возраста, со светло-русыми волосами и большими тёмно-синими глазами, которые в семье ласково называли «Машкины блюдца».
Её французский преподаватель Пьер Жильяр говорил, что Мария была высокой, с хорошим телосложением и розовыми щеками.
Софья Яковлевна Офросимова, фрейлина императрицы, писала о Марии с восторгом:

Её смело можно назвать русской красавицей. Высокая, полная, с соболиными бровями, с ярким румянцем на открытом русском лице, она особенно мила русскому сердцу. Смотришь на неё и невольно представляешь её одетой в русский боярский сарафан; вокруг её рук чудятся белоснежные кисейные рукава, на высоко вздымающейся груди — самоцветные камни, а над высоким белым челом — кокошник с самокатным жемчугом. Её глаза освещают всё лицо особенным, лучистым блеском; они... по временам кажутся чёрными, длинные ресницы бросают тень на яркий румянец её нежных щёк. Она весела и жива, но ещё не проснулась для жизни; в ней, верно, таятся необъятные силы настоящей русской женщины.— 
Ей вторил генерал М. К. Дитерихс, который позже примет участие в расследовании гибели императорской семьи и слуг:

Великая княжна Мария Николаевна была самая красивая, типично русская, добродушная, весёлая, с ровным характером, приветливая девушка. Она умела и любила поговорить с каждым, в особенности с простым человеком. Во время прогулок в парке вечно она, бывало, заводила разговоры с солдатами охраны, расспрашивала их и прекрасно помнила, у кого как звать жену, сколько ребятишек, сколько земли и т. п. У неё находилось всегда много общих тем для бесед с ними. За свою простоту она получила в семье прозвище «Машка»; так звали её сёстры и цесаревич Алексей Николаевич.— 
Мария была в полном подчинении её восторженной и энергичной младшей сестры — Анастасии. Её младшая сестра любила дразнить других людей или ставить сцены с драматургическим мастерством. Но Мария, в отличие от своей младшей сестры, всегда могла просить прощения. Мария никогда не могла остановить свою младшую сестру, когда та что-то задумывала. Под влиянием Анастасии Мария стала играть в новомодный тогда теннис, причём, увлёкшись не на шутку, девочки не раз сбивали со стен всё, что на них висело. Они также любили заводить на всю мощь граммофон, танцевать и прыгать до изнеможения. Прямо под их спальней находилась приёмная императрицы, и та была вынуждена время от времени посылать фрейлину, чтобы утишить баловниц — музыка и грохот не давали ей разговаривать с посетителями.
В семье её называли Машенька, Мари, Мэри, просто — «Машка»; «наш добрый толстенький Тютя». Уверяли, что она напоминает ангелочков на картинах Боттичелли.
Впрочем, иногда, как все дети, Мария бывала и упрямой и вредной. Так, Маргарита Игер вспоминала случай, когда малышку наказали за то, что она стащила несколько обожаемых ванильных булочек с родительского чайного стола, за что строгая императрица приказала уложить её спать раньше обычного времени. Однако, отец — Николай II — возразил, заявив: «Я боялся, что у неё скоро вырастут крылья, как у ангела! Я очень сильно рад увидеть, что она человеческий ребёнок».
Вкусы у Марии были очень скромны, она была воплощённой сердечностью и добротой, поэтому сёстры, может быть, немного этим пользовались. В 1910 году её четырнадцатилетняя сестра Ольга смогла убедить её, чтобы она написала их матери письмо, прося, чтобы Ольге дали отдельную комнату и разрешили удлинить платье. Позже Мария убеждала свою мать, что это была её идея написать письмо. Друг их матери Лили Ден говорила, что Мария не была такой живой, как её сестры, зато имела выработанное мировоззрение и всегда знала, чего хочет и зачем. У Марии был талант к рисованию, она хорошо делала наброски, используя для этого левую руку, но у неё не было интереса к школьным занятиям. По словам генерала М. К. Дитерихса, эта юная девушка ростом (170 см) и силой пошла в дедушку — императора Александра III. Дитерихс вспоминал, что когда больному цесаревичу Алексею требовалось куда-то попасть, а сам он был не в состоянии идти, то звал «Машка, неси меня!».
Преподаватель английского языка Чарльз Гиббс рассказывал, что в 18 лет она была удивительно сильна, и иногда ради шутки легко поднимала его от пола.
Мария была хоть и приятной в общении, но иногда она могла быть упрямой и даже ленивой. Императрица жаловалась в одном письме, что Мария была сварлива и истерична перед людьми, которые её раздражали. Капризность Марии совпадала с её менструальным периодом, который императрица и её дочери именовали визитом от «Мадам Беккер».

### Детство
Вспоминают, что маленькая Мария была особенно привязана к отцу. Едва начав ходить, она постоянно пыталась улизнуть из детской с криком «хочу к папа́!» Няньке приходилось едва ли не запирать её, чтобы малышка не прервала очередной приём или работу с министрами. Когда царь был болен тифом, маленькая Мария целовала его портрет каждую ночь.
С этим временем связан забавный анекдот — в очередном порыве добраться до папа́ маленькая Мария удрала из ванны и как есть, голой, помчалась по дворцовым коридорам, в то время как няня, мисс Игер, увлекавшаяся политикой, с увлечением обсуждала со своей помощницей дело Дрейфуса. Великую княжну перехватила на полдороге Ольга Александровна, и когда вместе со своей ношей на руках она появилась в помещении ванной, няня, так и не заметив бегства своей подопечной, увлечённо продолжала спорить.
Современники отмечали, что семья Николая II была одной из самых дружных среди коронованных семейств того времени — однако же, не сразу три девочки (до рождения Анастасии) смогли притереться друг к другу. Старшие — Татьяна и Ольга сильно отличались по характеру от медлительной и достаточно спокойной Марии, — им постоянно ставили её в пример, что не могло не раздражать; сказывалась также разница в возрасте.
Старшие девочки не раз доводили сестричку до слез, уверяя, что она наверняка приёмыш — не может сестра быть так на них не похожа; в ответ няня, миссис Игер, указывала — что в сказках всё как раз наоборот — в семью входят и выглядят не лучшим образом именно старшие дочери, из младшей вырастает, к примеру, золушка.
Однажды, по воспоминаниям той же мисс Игер,

они соорудили домик из стульев в одном из углов детской и не пустили в него бедняжку Марию, заявив, что она будет играть лакея, и потому должна оставаться снаружи. Я построила ещё один домик в другом углу, рядом с колыбелькой [Анастасии], которой в то время было несколько месяцев от роду, для неё, но Мария упорно смотрела в другой конец комнаты, где увлечённо играли старшие. Неожиданно она бросилась туда, ворвалась в домик, отвесила пощёчины обеим сестрам, и убежав в соседнюю комнату, появилась опять, наряженная в кукольную плащ и шляпу, с кучей мелких игрушек в руках, и заявила: «Я не собираюсь быть лакеем! Я буду доброй тётушкой, которая всем привезла подарки!» Затем она раздала игрушки «племянницам» и уселась на пол. Обе старшие пристыжено переглянулись, затем Татьяна сказала: «Так нам и надо. Мы были несправедливы с бедной маленькой Мэри». Раз и навсегда они усвоили этот урок, и с тех пор всегда считались с сестрой.— 
Когда Анастасия подросла, две младших стали просто неразлучны, однако, и все четверо любили гулять и играть вместе; именно в эти годы родилось сокращение ОТМА, образованное из первых букв имени каждой. В семье Романовых Марию и Анастасию называли «маленькой парой» в противовес «большой паре» — Татьяне и Ольге.
Как и остальные сестры, Мария любила животных. У неё был сиамский котёнок; потом ей подарили белую мышку, уютно устроившуюся в комнате сестёр.
Семья проводила время в основном в Царскосельском дворце — огромный Зимний не любили, он был слишком велик, по залам гуляли сквозняки, и дети там часто болели.
Летом выезжали на императорской яхте «Штандарт», путешествуя в основном по финским шхерам. Мария очень любила эти поездки, и знала по именам всех матросов, их жён и детей.
За границей царская семья бывала редко. Дважды сёстры посещали родню в Германии и Англии, путешествуя на императорском поезде или кораблём. В одну из таких поездок Мария серьёзно поранила правую руку — лакей поспешил захлопнуть дверцу поезда. Интересно, что этот инцидент позже пыталась приписать себе одна из лже-Анастасий — Анна Андерсон.

### Быт и учёба императорских детей
Быт семьи намеренно не был роскошным — родители боялись, что богатство и нега испортят характер детей. Императорские дочери жили по двое в комнате — с одной стороны коридора «большая пара», с другой — «маленькая». В комнате младших сестёр стены были выкрашены в серый цвет, потолок расписан бабочками, мебель выдержана в белых и зелёных тонах, проста и безыскусна. Девочки спали на складных армейских кроватях, каждая из которых была помечена именем владелицы, под толстыми синими одеялами, опять же украшенными монограммой. Эту традицию возводили во времена Екатерины Великой (такой порядок она завела впервые для своего внука Александра). Кровати легко можно было двигать, чтобы зимой оказаться поближе к теплу или даже в комнате брата, рядом с рождественской ёлкой, а летом поближе к открытым окнам. Здесь же у каждой было по небольшой тумбочке и диванчики с маленькими расшитыми думочками. Стены украшали иконы и фотографии; фотографировать девочки любили сами, и до сих пор сохранилось огромное количество снимков, сделанных, в основном, в Ливадийском дворце — любимом месте отдыха.
Императорским дочерям предписывалось подниматься в 8 часов утра, принимать холодную ванну. Завтрак в 9 часов, второй завтрак — в час или в половину первого по воскресеньям. В 5 часов вечера — чай, в 8 — общий ужин.
Анна Вырубова вспоминала:
Каждый день в одно и то же время открывалась дверь [будуара], император входил, садился у чайного стола, намазывал себе кусок хлеба маслом и принимался прихлёбывать чай. Каждый день он выпивал ровно две чашки, и в это же время просматривал телеграммы и газеты. Пожалуй, только дети с восторгом относились к чаепитию. Они специально переодевались к этому часу в чистые белые платьица и большую часть времени проводили, играя на полу, специально для этого в углу будуара лежали игрушки. Когда они подросли, игры сменились шитьём, императрица очень не любила, когда её дочери сидели, сложа руки.
В воскресенья устраивались детские балы у великой княгини Ольги Александровны.
Как и в небогатых семьях, младшим часто приходилось донашивать вещи, из которых выросли старшие. Полагались им и карманные деньги, на которые можно было покупать друг другу небольшие подарки.
В восемь лет, как и её сестры, Мария стала учиться. Её первым преподавателем стала фройляйн Шнайдер, или, как её звали в императорской семье, «Трина», чтица Александры Фёдоровны. Первыми предметами были чтение, чистописание, арифметика, закон Божий. Несколько позднее к этому прибавлялись языки — русский (преподаватель Петров), английский (Сидней Гиббс), французский (Пьер Жильяр) и, намного позднее, немецкий (фройляйн Шнайдер). Преподавались императорским дочерям также танцы, игра на рояле, хорошие манеры, естественные науки и грамматика.
Успехи у великой княжны были средние. Как и остальные девочки, она была способна к языкам, но свободно освоила только английский (на котором постоянно общалась с родителями) и русский — на нём девочки говорили между собой. Не без труда Жильяру удалось выучить её французскому на уровне «довольно сносном», но не более того. Немецкий — несмотря на все усилия фройляйн Шнайдер — так и остался неосвоенным.

### Григорий Распутин
Все мемуаристы отмечают, что, несмотря на возраст, девочки во многом оставались инфантильными и наивными. Этому способствовало то, что мать, нервическая и легковозбудимая, стремилась «как можно дольше» оградить дочерей от жестокого внешнего мира. Все книги, которые давали девочкам (в основном британских и русских авторов), необходимо было предварительно показывать матери, получать её разрешение. Иногда девичья наивность переходила в противоположность — упрямство и нетерпимость, особенно диктуемую обрывками сведений, доходивших из-за дворцовых стен. Так, по воспоминаниям той же Маргариты Игер, однажды во время русско-японской войны девочки нашли в одной из книг изображение маленьких детей японского наследника. Мария, а затем подбежавшая Анастасия немедленно захотели узнать, что это за «странные малыши». Няня объяснила и с удивлением увидела на лицах обеих сестёр выражение самой неподдельной ненависти. «Отвратительные карлики! — заявила Мария. — Они явились, утопили наши корабли и убили наших матросов». В ответ на осторожное замечание няни, что детей нельзя обвинять в грехах отцов, и юные принцы, изображённые на картинке, были по возрасту младше Анастасии, ей было безапелляционно заявлено: «Можно! Они все маленькие, мне так мама сказала!».
Наивность и незнание реалий окружающего мира вполне объясняют отношение всех четырёх сестёр к такой одиозной фигуре, как Распутин. Им, в отличие от придворных и тем более далёких от дворцовой жизни людей, была известна правда о болезни брата, и Распутин представлялся добрым святым старцем, помогающим Алексею. Под влиянием матери все четыре девочки испытывали к нему полное доверие и делились всеми своими немудрёными секретами.
Мария, как и все члены её семьи, была очень привязана к наследнику цесаревичу Алексею, который тяжело и продолжительно болел гемофилией и несколько раз был на волосок от смерти. Её мать прислушивалась к советам Григория Распутина и верила в его молитвы о спасении юного цесаревича. Мария и её сестры считали Распутина другом их семьи. Осенью 1905 года царь проводил великую княжну Ольгу Александровну в детскую, где ей предстояло встретиться с Распутиным. Мария и её сестры с братом Алексеем были одеты в белые длинные ночные рубашки. «Всем детям он понравился, и они быстро привыкли к нему», — вспоминала Ольга Александровна.
Дружба Распутина с императорскими детьми была очевидна из их переписки.
«Дорогая жемчужина М!, — писал он великой княжне Марии Николаевне в первой телеграмме 1908 года. — Скажи мне, как ты беседовала с морем, с природой. Я соскучился о твоей простой душе. Скоро увидимся. Целую крепко».
Во второй телеграмме он написал:
Дорогая М! Дружочек мой! Помоги вам Господь вынести Крест с премудростью и веселием за Христа. Этот мир как день, вот и вечер. Так и мир суета.
Маргарита Игер отрицала рассказ Ольги Александровны, который та изложила в своих мемуарах, будто фрейлина императрицы Софья Тютчева, бывшая одной из нянек юных цесаревен, была уволена, так как увидела однажды, как «отец Григорий» благословляет ко сну четырёх девочек, одетых в длинные ночные рубашки и донесла об этом царю. Игер уверяет, что во-первых, Тютчева никогда не была ни нянькой, ни учительницей царственных детей, во-вторых, Распутина не допускали в детские спальни, подобное вопиющее нарушение приличий даже не пришло бы в голову императрице, а Николай запретил бы подобное сразу же. По свидетельству Юлии Ден фрейлина императрицы Софья Тютчева обладала непокладистым, вздорным характером. В частности, она не любила Крым, поэтому всякий раз изводила всех своими претензиями по поводу необходимости жить в Ливадии, когда императорская семья туда отправлялась. В конце концов, её вечное недовольство привело к тому, что императрица уволила её. После этого, как пишет Юлия Ден, «Тютчева не преминула заняться сочинением клеветнических слухов, чтобы оправдать свое увольнение». В своих мемуарах Ден также отмечает, что «Мадемуазель Тютчева никогда не была гувернанткой Их Высочеств и не могла видеть, как Распутин их благословляет, поскольку этого не было».
Но факт остаётся фактом — Тютчева была уволена, и по Петербургу начали распространяться слухи настолько грязные, что Николаю пришлось, несмотря на явное неудовольствие жены, временно отказать ему от дворца, а из-за того, что по рукам пошли гулять карикатуры, где Распутин изображался обнимающим императрицу, девочек и Анну Вырубову, настоятельно попросить его временно удалиться из Петербурга, пока не улягутся страсти. Старец Григорий отправился в паломничество по святым местам.
Мария неподдельно жалела о его вынужденном отъезде и делилась своими чувствами с матерью:
Да, Я тоже очень опечалена тем, что Наш любимый Друг сейчас уезжает, — писала ей в ответном письме Александра Фёдоровна. — Но пока он в отъезде, нужно стараться жить так, как он нам этого желает. Тогда мы будем чувствовать, что он с нами в молитвах и мыслях.
После убийства Распутина Мария, как и остальные сестры, подписала иконку, положенную затем на грудь умершего и присутствовала на отпевании. Решено было на могиле старца возвести часовню, но этому помешали революция и война.

### Личная жизнь
По воспоминаниям Н. Соколова, «она была по натуре типичнейшая мать». В самом деле, Мария признавалась своей няне мисс Игер, что желает выйти замуж за солдата и иметь как минимум двадцать детей. Мисс Игер вспоминала:

Однажды маленькая великая княжна Мэри выглядывала из окна и смотрела на полк солдат, проходящих торжественным маршем. И Мария воскликнула «О-о-о! Я люблю этих милых солдат! Я хотела бы их всех поцеловать!». Я сказала: «Мэри, миленькие девочки не целуют солдат». На протяжении нескольких дней у нас были детские праздники, были среди гостей дети великого князя Константина. Один из них, достигнув двенадцатилетнего возраста, был помещён в кадетский корпус и был одет в свою униформу. Он хотел поцеловать свою маленькую двоюродную сестру Мэри, но она закрыла рукой свой рот и уклонялась от его объятия. «Уйдите, солдат! Я не целую солдат», — сказала она с большим достоинством и гордостью. Мальчик был очень рад, что его маленькая двоюродная сестра приняла его за настоящего солдата, и немного был удивлён.
В первый раз Марии показалось, что она влюблена, в одиннадцатилетнем возрасте. Имя её избранника неизвестно, но сохранилось письмо Александры Фёдоровны, в котором она советует дочери не грустить и постараться не думать постоянно только о «нём». По уверениям матери, этот загадочный «он» видит в Марии лишь маленькую сестрёнку, и потому не стоит грустить.
Лорд Маунтбеттен был покорён красотой и добрым характером своей русской кузины и до самой своей гибели в 1979 году держал на письменном столе фотографию Марии.
Румынский наследный принц Кароль, после того как расстроился его предполагаемый брак со старшей сестрой Марии Ольгой, не спешил уезжать из Петербурга и в итоге попросил у императора руки его младшей дочери.
Принц Кароль вновь посетил российский двор, но теперь его юношеские мечты были явно направлены в сторону Мэри. Он официально просил её руки, но император ответил, что Мэри ещё совсем ребёнок, и добродушно посмеялся над этим.
Во время Первой мировой войны у Марии был роман с офицером флота Николаем Дмитриевичем Деменковым, с которым она познакомилась в 1913 году, когда Николай нес службу на одном из миноносцев, охранявших императорскую яхту «Штандарт». Мария частенько просила своего отца, чтобы он дал ей добро на отношения с Деменковым. И бывало, что она в шутку подписывала письма, отправляемые отцу, «госпожа Деменкова».
Сестры иногда поддразнивали её. Так, Ольга не без юмора отмечала в своём дневнике:
Назавтра Аня [Вырубова] приглашает к себе пить чай <…> Виктора Эрастовича, Деменкова и всех нас. Мария, само собой, на седьмом небе от счастья!

Николай Д. стоит на часах. Мария громко шумит и отчаянно вопит с балкона.
Когда Деменков, или, как называла его великая княжна, Коля, отправился на фронт, Мария сшила ему рубашку. После этого они ещё несколько раз поговорили по телефону, причём молодой офицер уверил её, что рубашка оказалась точно впору. Дальнейшего развития их взаимное чувство не получило — Николай умер в Париже в 1950 году, Мария — погибла вместе со своей семьёй в Екатеринбурге.

### Первая мировая война
В 13 лет по традиции великая княжна Мария стала шефом (почётным командиром) полковником одного из формирований Русской императорской армии — им стал 9-й драгунский Казанский полк, с той поры получивший официальное полное наименование — 9-й драгунский Её Императорского Высочества Великой Княжны Марии Николаевны полк. Ей было пятнадцать лет, когда началась Первая мировая война.
Вместе с сёстрами Мария горько плакала в день объявления войны. Ей невозможно было понять — почему Германия, где правил любимый «дядя Вилли», вдруг стала врагом.
Во время войны Анастасия и Мария посещали раненых солдат в госпиталях, которым по обычаю были присвоены имена обеих великих княжон. Они работали на раненых шитьём белья для солдат и их семей, приготовлением бинтов и корпии; они очень сокрушались, что, будучи слишком юны, не могли стать настоящими сёстрами милосердия, как великие княжны Ольга и Татьяна Николаевны.
Впрочем, слухи о том, что царица «шпионит на немцев» и великие княжны тайно симпатизируют врагу, проникли и в Царское Село. Преподаватель французского языка Пьер Жильяр вспоминал:

Великие княжны не желали, чтобы при них упоминали имя кайзера, но, бывало, офицеры специально переводили разговор на эту тему, пытаясь уколоть их. Любой высокопоставленный военный, прибыв в Царское Село, обычно начинал разговор вопросом: «Ну, и как себя сегодня чувствует ваш дядя Вилли?», на что получал неизменный ответ: «Нет — он не наш дядя Вилли — мы не желаем о нём слышать».— 
Обязанности младших состояли в том, чтобы развлекать раненых солдат, читать им вслух, играть в карты, устраивать балы, где выздоравливающие могли немного развлечься. Анастасия, бывало, приводила с собой собачку Швибсика, и та отплясывала на задних лапках, вызывая неизменный смех. Мария предпочитала сидеть у изголовья раненых солдат и расспрашивать об их семьях, детях, она знала по именам практически всех, кто состоял у неё на попечении.
Мария писала отцу:
…Концерт в нашем госпитале прошёл с большим успехом. Де ла Зари был очень мил, и рассказал множество забавных историй. Дама, одетая в сарафан, танцевала русскую. (она очень волновалась при этом). Мой Деменков был просто душкой и представил нам всех актёров. Маленький Швибсик [собачка Анастасии] только что устроил «губернатора» на мамин ковёр, и теперь Анастасия пытается ему объяснить, как следует себя вести…
Каждый выписывающийся получал из их рук маленький подарок, многие из солдат, прошедшие через Мариинский госпиталь, тепло вспоминали об этом времени. И. Степанов вспоминал, что в отсутствие великих княжон раненые офицеры часто обсуждали между собой их будущее. В частности, предполагалось, что четыре великие княжны выйдут замуж за четырёх балканских принцев — сербского, болгарского, румынского и греческого, чем навсегда будет решён балканский вопрос.
Императрица просила младшую дочь:
Дорогая Мария. Пожалуйста, раздай всем офицерам в Большом дворце эти образа от Меня. Разверни их… Если будет слишком много, то остаток отдай Мне обратно. Потом, Я посылаю хлеб — освящённую просфору и неосвящённую — они должны это разогреть и съесть. Я также посылаю образа для Наших раненых офицеров, но Я не знаю, сколько их у нас лежит, и некоторые неправославные. Лишние передай офицерам в вашем госпитале. Надеюсь, что ты принесёшь Мне письмо. Да благословит и да хранит тебя Бог. 1000 поцелуев от твоей старушки Мамы, которая очень по тебе скучает.

### Революция и арест
В третьей декаде февраля 1917 года в Петрограде начались массовые беспорядки, закончившиеся падением монархии 2 марта (ст. ст.) того же года; а Александровский дворец охватила эпидемия кори. Переболели все, даже уже взрослые девушки: Ольга и Татьяна. Император в это время находился в ставке главнокомандования. Императрица отказывалась перевести детей в безопасное место — во дворец в Гатчине, когда ей советовали.
В ночь на 27 февраля, чтобы защитить царицу и детей от возможного нападения, дворец оцепили солдаты полков, ещё остававшихся верными присяге. Пытаясь предотвратить кровопролитие, царица в сопровождении Марии вышла к ним в своей униформе сестры милосердия. Иза Буксгевден вспоминала:
Было темно, только снег блестел, и свет отражался от начищенных винтовок. Войска были выстроены в боевом порядке в дворцовом парке, первая шеренга, изготовившая к стрельбе с колена, другие сзади, стоя, винтовки у всех были подняты и изготовлены к бою. Фигуры императрицы и её дочери как тени переходили от одной линии к другой, а позади призрачной громадой возвышался белоснежный дворец, и беспорядочная стрельба слышалась всё ближе.
По словам Анны Вырубовой:
Они переходили от одного солдата к другому, величественная, статная женщина и храбрая юная девушка, глядя прямо в лицо смертельной опасности, находя для каждого слова ободрения, и что было особенно дорого — слова простого доверия и надежды.
Остаток ночи на 28 февраля Мария провела в одной комнате с Александрой Фёдоровной, в то время как Лили Ден и Анастасия устроились вдвоём в малиновой гостиной. Мария сильно простудилась, но взяла с Лили Ден слово, что до приезда императора та ничего не скажет матери, оставалась на ногах.
На следующий день, в 5 часов утра Николай должен был прибыть во дворец, Мария ждала его, выглядывая из окна, но император не появился. Чтобы успокоить великую княжну, Лили Ден сказала ей, что из-за трудного положения на дорогах поезд опаздывает, вызвав тем самым немалое удивление — подобного никогда не случалось ранее.
3 марта в 7 часов вечера во дворец с сообщением об отречении Николая II приехал великий князь Павел Александрович. Сквозь неплотно закрытую дверь Мария и Лили слышали, как он практически кричал на императрицу, и та отвечала резко и коротко. Мария, по воспоминаниям Лили Ден, была совершенно подавлена происходящим, но сумела взять себя в руки и за чаем делать вид, что ничего не произошло, чтобы ещё больше не расстраивать императрицу.
8 марта граф П. К. Бенкендорф прибыл во дворец с официальным сообщением, что бывший император прибудет на следующий день, но семья отныне находится под домашним арестом. Ночь с 8 на 9 марта она провела в малиновой гостиной вместе с Лили Ден; они не могли заснуть за полночь и лёжа гадали о том, что случится в ближайшее время.
9 марта прибыл Николай. В тот же день у Марии поднялась температура, простуда грозила перейти в сильное воспаление лёгких, к чему прибавилась корь; видимо, она заразилась, ухаживая за сестрами. В течение нескольких следующих дней Мария практически не приходила в себя, доктор Боткин опасался за её жизнь. Её дыхание приходилось поддерживать кислородной подушкой, в бреду великой княжне казалось, что «вооружённая толпа вломилась во дворец, чтобы убить мама́». У Марии несколько раз начинался отит, и она временно оглохла на одно ухо. Но крепкий организм Марии смог побороть болезнь. После выздоровления ей сообщили об отречении отца. Марии и Ольге, уже выздоравливающей от кори, пришлось сообщить печальную новость сёстрам и брату; Татьяна и Анастасия ничего не слышали из-за развившегося отита, и Мария писала им на бумаге.
Жизнь под домашним арестом текла размеренно. Пришлось только сократить прогулки и уменьшить количество блюд, подаваемых к обеду, так как толпившиеся за решёткой сада столичные жители часто встречали царскую семью свистом и криками, а меню их обедов публиковали в газетах. Великие княжны сами готовили, вместе с прислугой носили воду для ванн, работали в саду — так проходило время; вместе с Алексеем они продолжали учиться.
Обстановка в это время продолжала накаляться: левая печать поносила отрекшегося императора и его семью. В защиту их вступился писатель Максим Горький:
Свободная пресса не может быть аморальной, стремиться угодить инстинктам улицы… Хохотать над больным и несчастным человеком — кто бы он ни был, занятие подленькое и хамское. Хохочут русские люди, те самые, которые пять месяцев тому назад относились к Романовым со страхом и трепетом и понимали — смутно — их роль в России…

### Тобольск
В конце марта Милюков пытался отправить царскую семью в Англию, на попечение Георга V, на что 23 марта было получено предварительное согласие, но в апреле, вследствие нестабильной внутриполитической ситуации в самой Англии, король был вынужден отказаться от такого плана, о чём был извещён посол Джордж Бьюкенен.
В условиях нарастания радикальных антимонархических настроений Временное правительство в конце июля сочло за благо, чтобы семья бывшего царя покинула Петроград. Керенский 11 августа лично обсуждал этот вопрос с Николаем II и Александрой Фёдоровной. Обсуждались разные варианты — в частности, Евгений Сергеевич Боткин, лейб-медик императорского двора, настаивал на Ливадии, доказывая, что в тёплом климате Александра Фёдоровна могла бы чувствовать себя лучше. В конечном итоге, выбор пал на Тобольск — город, удалённый как от Москвы, так и от Петрограда, и достаточно богатый. По словам наставника цесаревича Пьера Жильяра:

Трудно в точности определить, чем руководствовался Совет Министров, решая перевести Романовых в Тобольск. Когда Керенский сообщил об этом Императору, он объяснил необходимость переезда тем, что Временное правительство решило принять самые энергичные меры против большевиков; в результате, по его словам, неминуемо должны были произойти вооружённые столкновения, в которых первой жертвой стала бы царская семья... Другие же, напротив, предполагали, что это решение было лишь трусливой уступкой крайнему левому крылу, требовавшему изгнания Императора в Сибирь, ввиду того, что всем непрестанно мерещилось движение в армии в пользу Царя.— 
До самого дня отъезда его дата и место, куда должны были отправиться Романовы, держались в секрете. В последние дни Романовых посетили генерал Корнилов и великий князь Михаил Александрович. С ним увидеться наедине пленникам не разрешили, все 10 минут разговора в комнате находился караул.
2 августа 1917 года поезд под флагом японской миссии Красного Креста в строжайшей тайне отбыл с запасного пути. Каждые полчаса по вагону проходил дежурный офицер в сопровождении часового, «удостоверяясь в наличии всех в нём помещённых…». Временному правительству посылались телеграммы с докладом.
Первая из них гласила:
Следуем благополучно, но без всякого расписания, по жезловому соглашению. Кобылинский, Макаров, Вершинин.
5 августа 1917 года специальный поезд прибыл в Тюмень. Семье следовало здесь пересесть на пароход «Русь», который должен был по реке Тоболу доставить их до места. В тот день была послана ещё одна телеграмма:
Посадка на пароход совершена вполне благополучно… Шестого вечером пребываем в Тобольск. Кобылинский, Макаров, Вершинин.
После прибытия царской семье пришлось прожить на пароходе ещё семь дней, дом бывшего губернатора спешно ремонтировался и приготовлялся к их приёму. Тобольское заключение в т. н. «Доме Свободы» не было тягостным для царской семьи. Продолжалось обучение детей — им преподавали отец, мать, Пьер Жильяр, фрейлина Анастасия Гендрикова. Гуляли по саду, качались на качелях, пилили дрова, ставили домашние спектакли. Учительница императорских детей М. К. Битнер вспоминала о Марии:
Она любила и умела поговорить с каждым, в особенности — с простым народом, солдатами. У неё было много общих тем с ними: дети, природа, отношение к родным… Её очень любил, прямо обожал комиссар В. С. Панкратов. К ней, вероятно, хорошо относился и Яковлев… Девочки потом смеялись, получив от неё письмо из Екатеринбурга, в котором она, вероятно, писала им что-нибудь про Яковлева: «Маше везёт на комиссаров». Она была душою семьи.
Накануне Рождества выпало столько снега, что Пьер Жильяр предложил выстроить для детей ледяную горку. В течение нескольких дней четыре сестры дружно таскали снег, затем Жильяр и князь В. А. Долгоруков вылили на неё тридцать вёдер воды.
На Рождество было устроено две ёлки — одна для царской семьи, вторая — в караульном помещении для прислуги и конвоиров. Узникам было разрешено посещать церковь при губернаторском доме, причём каждый раз при этом выстраивался коридор из сочувствующих.
Во время рождественского богослужения, 25 декабря, произошёл инцидент, о котором рассказывается в книге следователя Н. А. Соколова: в присутствии семьи бывшего царя диакон Покровского храма Евдокимов провозгласил им многолетие всему Императорскому Дому, чем привёл в замешательство всех присутствующих; епископ Гермоген был вынужден войти в объяснение с местными органами власти; по городу пошли упорные слухи о готовящемся побеге царской семьи, режим содержания узников был ужесточён.
Мария писала Зинаиде Толстой:
Мы живём тихо, гуляем по-прежнему два раза в день. Погода стоит хорошая, эти дни был довольно сильный мороз. А у Вас наверное ещё тёплая погода? Завидую, что Вы видите чудное море! Сегодня в 8 часов утра мы ходили к обедни. Так всегда радуемся, когда нас пускают в церковь, конечно эту церковь сравнивать нельзя с нашим собором, но всё-таки лучше, чем в комнате. Сейчас все сидим у себя в комнате. Сестры тоже пишут, собаки бегают и просятся на колени. Часто вспоминаю Царское Село и весёлые концерты в лазарете; помните, как было забавно, когда раненые плясали; также вспоминаем прогулки в Павловск и Ваш маленький экипаж, утренние проезды мимо Вашего дома. Как всё это кажется давно было. Правда? Ну мне пора кончать. Всего хорошего желаю Вам и крепко Вас и Далю целую. Всем Вашим сердечный привет.
В Тобольске, как и в Царском Селе, Мария во время прогулок частенько заводила разговоры с солдатами охраны, расспрашивала их и прекрасно помнила, у кого как звать жену, сколько детишек, сколько земли и т. п. Не осознавая опасности, она говорила, что хочет долго и счастливо жить в Тобольске, если бы ей разрешили прогулки снаружи без охраны.

### Отъезд в Екатеринбург
После прихода к власти нового большевистского правительства страсти вокруг заключённой в Тобольске царской семьи продолжали накаляться. В конце января 1918 года Совнарком принял решение об открытом суде над бывшим царём, причём главным обвинителем должен был выступить Лев Троцкий. Суд должен был состояться в Петербурге или Москве, причём для того, чтобы доставить туда бывшего царя, в Тобольск был направлен комиссар В. В. Яковлев (Мячин).
В книге следователя Белой армии Н. А. Соколова сохранились глухие намёки о недоброжелательстве «революционной охраны» и подстрекательстве к самосуду, а также авантюрного характера заговоре с целью вывоза царской семьи в Германию.
В апреле 1918 года Мария и Анастасия сожгли свои письма и дневники, опасаясь, что вскоре будет произведён обыск их имущества.
22 числа того же месяца комиссар Яковлев прибыл в Тобольск. От первоначального плана — вывезти из Тобольска семью в полном составе — пришлось отказаться, так как 12 апреля Алексей сильно ушибся и был не в состоянии самостоятельно передвигаться.
23 апреля Яковлев встретился с бывшим царём и официально объявил, что собирается увезти его одного. Николай попытался спорить, но Яковлев недвусмысленно напомнил о его статусе арестанта и пригрозил насилием или же отказом от исполнения возложенного на него поручения, в случае которого «могут прислать вместо меня другого, менее гуманного человека». По свидетельству полковника Кобылинского, ни пункт назначения, ни причина отъезда бывшему царю сообщены не были. Сам Николай держался мнения, что его собираются вынудить скрепить своей подписью Брестский мир, и резко протестовал против подобного. Царица приняла решение сопровождать супруга. Остаётся неизвестным, как случилось, что к ним присоединилась Мария. Высказывались мнения, что она это сделала добровольно, или же наоборот, была выбрана матерью как самая физически крепкая из сестёр.
24 апреля в 3 часа 30 минут утра к крыльцу были поданы сибирские «кошевы» — телеги, причём во вторую, предназначенную для императрицы, уложили соломенный тюфяк. Кроме жены и дочери, сопровождать царя в этой поездке должны были князь Валентин Долгоруков, доктор Боткин, камердинер Чемодуров, фрейлина Демидова и камердинер царя Иван Седнев. Впереди и позади экипажей двигалась охрана из отряда Яковлева с двумя пулемётами и восемь солдат тобольского гарнизона.
Тюмень, где предполагалось сесть на поезд, отстояла от Тобольска на 260 вёрст, путь лежал через Иртыш и Тобол, где уже в скором времени должен был начаться ледоход, что делало дорогу тяжёлой и в какой-то мере опасной.
По воспоминаниям самой Марии Николаевны, подводы жестоко трясло, вплоть до того, что протёрлась бумага, в которую были завёрнуты вещи, и табак высыпался из папирос. Поездка заняла два дня, с ночёвкой в небольшой деревне. Через Тобол удалось переправиться на подводах, Туру пересекли частью пешком по ещё достаточно крепкому льду и закончили переправу на пароме. От жестокой тряски и лишений пути у Боткина случился приступ почечной  колики, но Яковлев позволил ему отдохнуть не более двух часов, спеша как можно скорее прорваться вместе с узниками в европейскую часть России. Причины этой спешки, как считал следователь Соколов, заключались в том, что Яковлев вёл двойную игру, пытаясь под предлогом исполнения распоряжений большевистского правительства передать царя немцам, оккупировавшим в то время значительную часть Советской России. Это мнение подтверждается и современными исследователями, причём доказательством тому служит факт, что в дальнейшем Яковлев перешёл на сторону белых. Сохранились также сведения о том, что уральские солдаты, которым показалась подозрительной та почтительность, с которой Яковлев держался по отношению к членам царской семьи, устроили засаду у села Иевлева, неподалёку от переправы через Тобол, чтобы при малейшем подозрении на измену с его стороны отбить узников.
26 апреля в 9 часов вечера кортеж прибыл в Тюмень. Полковник Кобылинский за прошедшие два дня успел получить две телеграммы от своих людей, удостоверившие успех экспедиции. 27 апреля Яковлев разместил семью в вагоне первого класса, причём отделил царя от жены и дочери. На следующий день Кобылинскому была направлена телеграмма следующего содержания: «Едем благополучно. Христос с нами. Как здоровье маленького. Яковлев».
По дороге стало известно, что Екатеринбург собирается силой задержать бывшего царя. Яковлев, повернув назад, попытался прорваться к Москве через Омск. Сохранились воспоминания о его переговорах со ВЦИК по прямому проводу и предложении при невозможности прорваться к Москве отвезти Романовых в Уфимскую губернию, откуда Яковлев был родом, и «спрятать в горах». Подобное, несколько авантюристическое предложение было отвергнуто, и комиссару было предложено доставить узников в Омск. Но и это не удалось осуществить — на станции Куломзино состав был оцеплен отрядом красноармейцев, подчинявшихся (по сведениям П. Быкова) приказам Уралсовета. Следователь Соколов, со своей стороны, полагал, что Свердлов, бывший непосредственным начальником В. В. Яковлева, вёл двойную игру, предполагая возможность передать Романовых в руки немцев, или — по обстоятельствам — уничтожить. Обстоятельства повернулись так, что второй путь оказался предпочтительней, а решение Уралсовета — удобным предлогом, чтобы привести в исполнение заранее продуманный план. Так или иначе, Яковлев попытался ещё раз переговорить со ВЦИК из Омска, куда добрался, отцепив паровоз, и получил категоричный приказ не противиться переводу узников в Екатеринбург. В дальнейшем его солдаты были разоружены и взяты под стражу, но вскоре отпущены. Сам он вынужден был вернуться в Москву, так и не выполнив порученного.
В Екатеринбурге не было сделано предварительных приготовлений к приёму царской семьи. Инженер Ипатьев получил приказ очистить свой дом к 3 часам пополудни 29 апреля, охрану вначале несли спешно командированные для этого охранники из местной тюрьмы. Царский поезд, вначале прибывший на станцию Екатеринбург I, немедля был окружён любопытными, невесть откуда узнавшими о случившемся, и потому, во избежание возможных эксцессов, был переведён на станцию Екатеринбург II, куда были поданы два автомобиля. Сопровождавшие царя фрейлина Шнейдер, граф Татищев, князь Долгоруков (у которого при обыске было найдено 80 тыс. рублей и два револьвера), и графиня Гендрикова были немедленно арестованы и препровождены в местную тюрьму.
Остальные были доставлены в дом Ипатьева, причём для арестованных первоначально были выделены четыре угловые комнаты на втором этаже, где в общей спальне разместились царь, царица и великая княжна.

### Дом Ипатьева
По приезде арестованных ждал тщательный обыск, причём проверены были все вещи, вплоть до сумочек царицы и великой княжны, велено было также заявить о денежных суммах, бывших в распоряжении у каждого.
28 апреля 1918 года Мария писала сёстрам:
Скучаем по тихой и спокойной жизни в Тобольске. Здесь почти ежедневно неприятные сюрпризы. Только что были члены област. Комитета и спросили каждого из нас, сколько кто имеет с собой денег. Мы должны были расписаться. Так как Вы знаете, что у Папы и Мамы с собой нет ни копейки, то они подписали, ничего, а я 16 р. 75 к. кот. Анастасия мне дала в дорогу. У остальных все деньги взяли в комитет на хранение, оставили каждому понемногу, выдали им расписки. Предупреждают, что мы не гарантированы от новых обысков. — Кто бы мог думать, что после 14 месяцев заключения так с нами обращаются. — Надеемся, что у Вас лучше, как было и при нас.
Режим в доме особого назначения был достаточно однообразным — утром чай с хлебом, оставшимся после вчерашнего дня, в обед — горячее (мясной суп, котлеты или жаркое), кроме того, повар Седнев варил макароны, для чего в его распоряжение предоставлен был примус. Вечером полагалось разогревать то, что осталось от обеда. За стол по приказу бывшего царя садились вместе с прислугой, так как столовых приборов не хватало и есть приходилось по очереди.
23 мая в 2 часа утра в дом Ипатьева доставлены были и остальные дети, после чего для четырёх великих княжон была выделена отдельная комната, а место Марии в спальне родителей занял наследник.
Вечерами Мария играла с отцом в безик или триктрак, по очереди с ним читала вслух «Войну и мир», в очередь с матерью и сёстрами дежурила у постели больного Алексея. Ложились спать около 10 часов вечера.
В дом порой допускались камердинер Чемодуров (давший позднее показания Н. А. Соколову, ведшему расследование по факту расстрела царской семьи) и доктор Деревенко. Женщины, приносившие для заключённых еду из местной столовой, внутрь не допускались и вынуждены были передавать принесённое через охранников, съестное также пытались доставлять монахини, но эти поставки узникам не попадали, из опасения, что «передачи» могут содержать в себе тайные послания.
На Пасху 1918 года в дом было разрешено войти священнику местной церкви, доставлены были также куличи и крашеные яйца.
Гулять разрешалось в небольшом дворике, окружённом со всех сторон двойным забором, причём во время прогулок приказано было держаться всем вместе, и охрана в саду значительно увеличивалась.
По воспоминаниям оставшихся в живых приближённых, красноармейцы, охранявшие дом Ипатьева, проявляли иногда бестактность и грубость по отношению к узникам. Однако и здесь Мария сумела внушить охране уважение к себе; так, сохранились рассказы о случае, когда охранники в присутствии двух сестёр позволили себе отпустить пару сальных шуток, после чего «белая как смерть» Татьяна выскочила вон, Мария же строгим голосом отчитала солдат, заявив, что подобным образом они лишь могут вызвать к себе неприязненное отношение.
14 июня Мария отметила в доме Ипатьева свой последний, 19-й день рождения. В «Книге записей дежурств Членов Отряда особого назначения по охране Николая II» за этот день сохранилась отметка, что она вместе с Татьяной подступила с просьбой к охранникам позволить ей воспользоваться фотоаппаратом «для того, чтобы доделать пластинки», в чём сёстрам было отказано. Тот же день ознаменовался двумя неприятными происшествиями: у одного из охранников пропал «наган», причём обнаружить пропажу так и не удалось; и возле изгороди Ипатьевского дома были арестованы некие «гимназисты братья Тележниковы», пытавшиеся сфотографировать его снаружи. После краткого допроса их отправили в Чрезвычайную следственную комиссию.
Николай записал в дневнике:
Нашей дорогой Марии минуло 19 лет. Погода стояла та же тропическая, 26° в тени, а в комнатах 24°, даже трудно выдержать! Провели тревожную ночь и бодрствовали одетые…
Накануне семья получила два письма от неких «доброжелателей», якобы готовившихся их освободить. Но продолжения эта история не имела.
Тогда же произошло событие, показавшее, насколько Мария смогла расположить к себе красноармейцев: один из них — Иван Скороходов — попытался тайком пронести в дом Ипатьева именинный пирог. Ничем хорошим эта попытка, впрочем, не кончилась, так как он был остановлен патрулём, внезапно явившимся с обыском, и выдворен прочь, навсегда лишившись возможности входа в дом, Мария же получила строгий выговор от старших сестёр.

### Расстрел
По принятой в СССР официальной версии, решение о расстреле Романовых без предварительного суда и следствия было принято Уральским советом; причём Яковлев вроде бы пытался вывезти бывшего царя в Европейскую Россию.
Вопрос о ликвидации Романовых был принципиально решён в первых числах июля, когда стала окончательно ясна неизбежность сдачи Екатеринбурга наступающим антибольшевистским силам, а также ввиду страха перед возможными попытками со стороны местных монархистов силой освободить царскую семью. Не последнюю роль также сыграли активность Чехословацкого корпуса и всеобщие антимонархические настроения, причём стоявшие в Екатеринбурге красноармейские части в открытую угрожали неповиновением и самосудом, если Совет откажется своей властью казнить бывшего царя. Среди исполнителей не было согласия о способе приведения в исполнение приговора; высказывались предложения заколоть их в постелях во время сна или же забросать спальни гранатами. Наконец, победила точка зрения Якова Юровского, предложившего разбудить их среди ночи и приказать спуститься в подвал под предлогом того, что в городе может начаться стрельба и оставаться на втором этаже станет небезопасно.
Из всех обитателей Ипатьевского дома решено было оставить в живых только поварёнка Леонида Седнева, которого в тот же день увели под предлогом встречи с дядей.
16 июля 1918 года Александра Фёдоровна записала в дневнике:
Серое утро… Ребенок подхватил легкую простуду. Все вышли на полчаса утром… Каждое утро комиссар приходит в наши комнаты. Наконец-то, через неделю, снова принёс яйца для ребенка. 8 часов ужин. Внезапно Лика Седнев был вызван на встречу с дядей и улетел — удивляюсь, право, на это, посмотрим, вернётся ли назад…
Романовы, встревоженные этой переменой, не ложились спать до полуночи. В половине второго ночи подъехал грузовик, заранее назначенный для того, чтобы вывезти трупы. Приблизительно в то же время Юровский разбудил доктора Боткина, приказав ему отвести царскую семью в подвал. Ещё около 30—40 минут Романовы и слуги, поднятые с постелей, одевались и приводили себя в порядок, затем спустились в подвал. Мария шла вместе с матерью и сёстрами.
В расстрельную комнату были внесены стулья для императрицы и Алексея, который, после того как ушиб колено, уже некоторое время не мог ходить. В подвал его нёс на руках отец. Мария встала позади матери. По воспоминаниям Я. М. Юровского, Романовы до последней минуты не подозревали о своей участи. Юровский ограничился заявлением о том, что Совет рабочих депутатов принял постановление о расстреле, после чего первым выстрелил в бывшего царя. Было около 2 часов 30 минут утра 17 июля. Вслед за тем поднялась общая стрельба, и через полчаса всё было кончено.
Как полагают, Мария была убита из «браунинга» № 389965, принадлежавшего М. А. Медведеву-Кудрину, начальнику охраны Ипатьевского дома. Медведев стоял в первом ряду расстрельщиков, между Никулиным и Юровским.
Сам он возлагал вину в том на Ермакова и рассказывал о том, что вначале ему была предназначена Татьяна, но после долгих споров он выговорил себе разрешение стрелять в царя и действительно опередил в том Юровского. После первого залпа, если верить ему, Мария, оставшаяся невредимой, бросилась к запертой двери и какое-то время дёргала её, пытаясь открыть. Это привлекло внимание Ермакова, разрядившего в неё свой пистолет.
Юровский и Медведев расходятся между собой в вопросе, была ли она убита сразу — так, Медведев отвечал утвердительно, Юровский же в своих воспоминаниях рассказывал, будто после первых выстрелов в грудь все четыре девушки остались живы, их спасли зашитые в корсеты драгоценности.
Сохранились также свидетельства, что подобно младшей сестре — Анастасии, когда в комнату вошли люди, призванные вывезти трупы расстрелянных в лес у старой Коптяковской дороги, Мария вдруг села на полу и закричала. Её и сестру не удалось заколоть штыками, и потому расстрельщикам пришлось заканчивать своё дело выстрелами в голову.
После расправы от Марии осталось несколько книг:
- Роман В. П. Авенариуса «На Париж» («для детей и юношества») — вторая часть дилогии, посвящённой событиям 1812 года. На оборотной стороне обложки сохранилась надпись: «М. Н. Елка 1913 от П. В. П.»
- Книга для «наглядного обучения иностранным языкам». На обёртке с внешней стороны осталась надпись: «Marie».
- Учебная книга «Отблески» Попова. Надпись на обёрточном листе: «М. Н. 1910».
- Книга «The role and the ring» на английском языке, в зелёном переплете.

## Обнаружение останков
Согласно воспоминаниям участников расстрела и захоронения трупов царской семьи, похороны производились в большой спешке. Сохранить тайну, как то было задумано вначале, не удалось, так как отряд по дороге к Четырёхбратскому руднику видели несколько крестьян; грузовик, везший тела, застрял в грязи, так что уложиться во время, оставшееся до наступления утра, не представлялось возможным.
Первоначально тела были брошены в затопленную шахту, но, вопреки расчётам, оказалось, что глубина отнюдь не достаточна и вода совсем не скрывает из вида расстрелянных. Потому через два дня по настоянию Юровского к месту захоронения была направлена новая команда.
На этот раз тела, извлечённые из шахты, решено было разделить, причём два из них захоронить тут же под кострищем, в котором собирались уничтожить одежду. При том что Юровский и Сухоруков согласны между собой, что от остальных было отделено тело наследника, они расходятся между собой по вопросу, кому принадлежало второе тело — Анастасии (по версии Сухорукова) или Демидовой, которую, как утверждал Юровский, взяли «по ошибке вместо Александры Фёдоровны». Оба тела были облиты серной кислотой, сожжены и зарыты здесь же, под кострищем. Для полной гарантии по наложенному сверху мостику из сосновых брёвен и шпал проехал пустой грузовик.
Пытаясь отыскать захоронение царской семьи, следователь Белой армии Соколов в 1919 году навестил Поросёнков лог, который описал как «лесное сенокосное болото, покрытое местами небольшими кочками с водой». Ему удалось найти остатки кострища. Он даже обратил внимание на мостик из шпал, но не догадался заглянуть под него, тем более что рядом с переездом № 184 имелось ещё одно подобное нагромождение. Времени для кропотливых исследований у белогвардейцев уже не оставалось, тем более что для обеспечения верного результата, по мнению Соколова, Поросёнковский лог следовало перекопать практически целиком. Позднее именно на факте, что первая попытка не увенчалась успехом, будут строить свои теории приверженцы «спасшихся Романовых».
Поиски на Поросёнковском логу были возобновлены в 1992 году после открытия основного захоронения — Ганиной Ямы. Группа под руководством доктора геолого-минералогических наук Александра Авдонина, бывшего одним из первооткрывателей основного захоронения, произвела раскопки к северо-западу от Ганиной Ямы. Результатов они не дали.
В 1992—1994 годах экспедиция под руководством доктора исторических наук А. Ф. Шорина, заведующего отделом археологии Института истории и археологии УрО РАН, вела раскопки в южном направлении, где намечалось небольшое возвышение. Методом исследования были закладки шурфов и вскрытие поверхностного слоя почвы. Экспедицию свернули из-за недостатка средств. Как оказалось потом, до искомого поисковикам оставалось не более 15 метров.
В 1996—1997 годах новая экспедиция Института истории и археологии УрО РАН под руководством кандидата исторических наук Е. А. Курлаева продолжила поиски в северном направлении, также не давшие результатов. И снова работы были прерваны из-за недостаточного финансирования.
В 1998 году фонд «Обретение» под руководством Авдонина продолжил исследования на Четырёхбратском руднике. Опираясь на сохранившееся в бумагах следователя Соколова упоминание об обнаружении в этом районе костей, Авдонин предположил, что ими были останки Алексея и Марии. Рудник подвергся тщательному исследованию с помощью георадиолокационных и археологических методов. Экспертиза показала, что найденные кости принадлежали животным и, по всей видимости, представляли собой кухонные остатки.
В дальнейшем поиски возобновила группа, включавшая местного краеведа В. В. Шитова, члена Екатеринбургского военно-исторического клуба «Горный щит» краеведа Н. Б. Неуймина и заместителя генерального директора Научно-производственного центра по охране и использованию памятников истории и культуры Свердловской области А. Е. Григорьева. Исследовав материалы архивов, группа пришла к выводу, что искать следует к юго-юго-востоку от основного захоронения. Ещё какое-то время ушло на получение разрешения на раскопки в Министерстве культуры, формирование группы и, конечно же, поиски источников финансирования.
25 марта Авдонин передал группе Шитова карту предыдущих исследований. В предполагаемом направлении оказалась полянка, не затронутая прежними экспедициями, что окончательно убедило группу, что их первичные предположения могут быть верны.
11 июня 2007 года А. Е. Григорьев и присоединившиеся к нему добровольцы — поисковики местного военно-исторического клуба Л. Г. Вохмяков и С. О. Плотников — произвели первую разведку местности. Исследование велось с помощью разведочных траншей и металлических щупов. Но ни первый день, ни последующие — 17 и 24 июня, 8 и 22 июля — результатов не дали.
29 июля 2007 года Л. Г. Вохмяков обратил внимание на чуть заметную впадину, заросшую крапивой. Первая проверка щупом показала наличие большого количества древесного угля, сама земля в этом месте казалась слишком уж рыхлой, словно бы перекопанной. После того, как здесь был пробит шурф, поисковикам стали попадаться человеческие кости, остатки сосудов из-под серной кислоты, найден был также кусок тёмной ткани. Дальнейшая экспертиза установила, что осколки сосудов идентичны тем, которые были найдены в основном захоронении.
Как вспоминают участники экспедиции, второпях не захватив с собой бумаги, они принялись писать отчёт на оборотной стороне одной из ксерокопий, выполненных с подлинных документов о расстреле и захоронении Романовых. На лицевой стороне оказались слова комиссара Войкова: «Мир никогда не узнает, что мы с ними сделали».

## Идентификация
11 июля 1991 года, после того, как из основного захоронения на Старой Коптяковской дороге извлекли останки царской семьи и слуг, стал вопрос, которой из сестёр нет. В связи с тем, что воспоминания очевидцев противоречили друг другу, сходясь лишь в самом факте, что отдельно был захоронен наследник и некая женщина, окончательное решение можно было вынести лишь по результатам экспертиз. Так, первоначально тело, помеченное номером 6, российские исследователи идентифицировали как Анастасию, в то время как американцы полагали, что речь идёт о Марии. Из-за того, что вся левая сторона лицевой части черепа была разбита в куски, попытка сложить осколки воедино и на этом основании воссоздать портрет погибшей — метод, который применяли российские антропологи, показался их американским коллегам недостаточно точным. Сомнения вызвали также выводы, которые российские исследователи попытались сделать, исходя из роста найденного скелета и сравнения его с сохранившимися фотографиями великих княжон.
Американцы полагали, что тело номер 6 принадлежит именно Марии, в то время как отсутствует её младшая сестра: основанием тому служил, по их мнению, факт, что скелет не показывал свидетельств незрелости, таких как незрелая ключица, неразвитые зубы мудрости или незрелые позвонки в спине, которые следовало бы ожидать увидеть при осмотре скелета семнадцатилетней девушки.
Рост Анастасии, определяемый по фотографиям, соответствовал примерно 5 футам 2 дюймам, в то время как измерения тела номер 6 показали 5 футов 7 дюймов. В 1998 году, когда останки членов императорской семьи были, наконец, захоронены, скелет номер 6 был отмечен как тело Анастасии; сомнения, однако, всё ещё оставались. Их разрешила окончательно находка в Поросёнковом логу, полностью согласовавшаяся с воспоминаниями Юровского и других членов расстрельной команды.
Антропологическая экспертиза найденных в августе 2007 года останков подтвердила, что они принадлежат подростку 12—14 лет и девушке в возрасте от 17 до 19 лет; вследствие баллистической экспертизы была подтверждена идентичность пуль, найденных здесь же, с пулями из основного захоронения. В свою очередь товароведческая экспертиза показала идентичность осколков сосудов с серной кислотой, использовавшейся в двух местах. В результате стоматологической экспертизы было установлено наличие серебряных пломб, идентичных тем, что были найдены в основном захоронении.
Генетическая экспертиза выполнялась трижды — в институте им. Вавилова (Москва), Инсбруке (Австрия) и в лаборатории Пентагона (США). Все они подтвердили, что найденные тела принадлежат детям Николая II и Александры Фёдоровны. Кровь для сличения вновь брали у принца Филиппа, супруга английской королевы Елизаветы II. Последнюю точку в споре, кто из сестёр найден в захоронении в Поросёнковском логу, поставила реконструкция черепов из основного захоронения, выполненная по методу профессора Герасимова. Отсутствовала в основном захоронении именно Мария, её же обнаружили под кострищем в Поросёнковском логу.
Останки Марии и её брата Алексея с 2011 года временно находились в Государственном архиве Российской Федерации, с декабря 2015 года переданы на временное хранение в Новоспасский мужской монастырь Москвы. Однако в Петропавловском соборе установлена плита-кенотаф с именем Марии Николаевны рядом с захоронениями её сестер и родителей.
8 июля 2015 года премьер-министр Д. Медведев подписал распоряжение о подготовке перезахоронения цесаревича Алексея и великой княжны Марии. Перезахоронение предварительно планируется на февраль 2016 года.

## Канонизация
Стихийное почитание Романовых началось практически сразу, как только стало известно о расстреле. Убийство детей не могло не вызвать резонанса, и потому было отмечено множество случаев, когда верующие помещали в «красном углу» изображение Романовых и молились за упокой их душ.
В 1981 году Мария Николаевна была канонизирована Русской православной церковью заграницей в лике мученицы.
После падения советской власти вопрос о канонизации семьи последнего царя встал и в Русской православной церкви. 31 марта — 4 апреля 1992 года Синодальной комиссии было предложено «при изучении подвигов новомучеников Российских начать исследование материалов, связанных с мученической кончиной Царской Семьи».
На Архиерейском соборе Русской церкви в 2000 году царская семья была причислена к лику страстотерпцев в составе Собора святых новомучеников и исповедников Российских. Окончательное решение было принято 14 августа того же года.
Мученице Марии Николаевне в настоящее время приписывается чудо исцеления, которое она явила некоей сербской девушке, не пожелавшей назвать своё имя.

## В культуре
Мария появляется как эпизодический персонаж во всех фильмах, посвящённых царской семье, таких как «Николай и Александра» (англ. Nicholas and Alexandra, совместного производства Великобритании и США, 1971, В роли Марии Николаевны — Кандас Гленденнинг); «Цареубийца» (1991) и «Романовы. Венценосная семья» (2000), а также в фильмах, основанных на истории Анны Андерсон, выдававшей себя за «чудесно спасшуюся Анастасию Николаевну», — «Анастасия, или тайна Анны» (Anastasia: The Mystery of Anna, США, 1986) и фильме «Зоя» ("Zoya", США, 1995).

## Лже-Марии
Секретность, которой была окружена жизнь Романовых в Ипатьевском доме, попытки властей скрыть правду о расстреле и захоронении членов царской семьи — всё это не могло не породить волну слухов, будто кому-то из них или всей семье удалось неким образом спастись от расстрела, не то будучи похищенными или подменёнными, не то в результате успешного побега или же тайного правительственного договора с зарубежными странами.
Эти слухи появились сразу после расстрела, причём официальное объявление о казни бывшего царя и членов его семьи никоим образом не могло поколебать тех, кто упорно желал верить в обратное, и эта вера, конечно же, не могла не вызвать появления всевозможных лже-Романовых — в большинстве случаев, откровенных мошенников.
Многократно появлялись сообщения «очевидцев», не то видевших «спасшихся Романовых», не то слышавших об их появлении в том или ином месте. В частности, жительница Перми Наталья Мутных, сестра тогдашнего секретаря Уральского облсовета, показала, будто царица вместе с тремя дочерьми была тайно вывезена в Пермь и помещена вначале в доме акцизного управления, затем ночью переведена в подвал дома Березина. Свидетельница уверяла, что ей и секретарю Зиновьева Анне Костиной удалось однажды увидеть пленниц.
На полу были помещены 4 тюфяка, на которых лежали бывшая государыня и три дочери. Две из них были стриженые и в платочках. Одна из княжон сидела на своем тюфяке. Я видела, как она с презрением посмотрела на моего брата. … Караул помещался в той же самой комнате, где и арестованные. Я слышала от брата, что караул был усилен и вообще введены строгости по содержанию… после того как одна из великих княжон бежала из Акцизного управления или из подвала. Бежавшей была Татьяна или Анастасия. Бывшая княжна была поймана за Камой, избита красноармейцами и привезена в чрезвычайку… У постели её охраняла Ираида Юрганова-Баранова. Потом княжну отвезли в исправительное отделение за заставой…
Во избежание дальнейших побегов пленниц перевели в здание на Покровской улице, а затем в Пермский женский монастырь, где охрану их несли исключительно коммунисты. О том, что случилось с беглянкой, Наталья Мутных не могла ответить точно; по слухам, её увезли в Глазов или же в Казань (по другой версии, она умерла и была похоронена в районе местного ипподрома). Той же версии придерживался Рафаил Малышев, якобы сам нёсший охрану четырёх пленниц в монастыре, и местная учительница Е. Соколова.
Первый документированный случай появления лже-Марии приходится на 23 января 1919 года, когда в одной из польских деревень появилась неизвестная, называвшая себя Аверис Яковелли и старательно избегавшая вспоминать о своём прошлом. Соседи в скором времени «узнали» в ней Марию Николаевну — сама же она не подтверждала и не опровергала этих слухов. Немногие приверженцы «царского происхождения» Яковелли уверяли, будто бы почерковедческая экспертиза, выполненная после её смерти в 1979 году, «доказала» одинаковость её почерка с сохранившимися дневниковыми записями Марии Николаевны. Ещё одним «доказательством» служит то, что сын Яковелли по имени Николай умер от гемофилии.
«Претендентка» умерла в 1979 году в Швейцарии, так и не раскрыв своего подлинного имени и происхождения. На её могильной плите высечена надпись «Maria Romanov 1899—1979».
Ещё одной зарубежной Марией выступила в начале 1920-х годов Алисон Каброк, объявившая в Японии о своем «царственном происхождении». Самозванку никто не принял всерьёз, так как внешне она ничем не напоминала Марию Николаевну. Алисон Каброк подверглась осмеянию и в 1922 году вынуждена была покинуть страну. Она дожила свой век в Неаполе и умерла в 1976 году.
В 1923 году уже в Советской России Екатеринбургским ОГПУ было арестовано сразу 18 человек, выдававших себя за царя, царицу, великих княжон, неизвестного «князя Михаила» и даже «Гришу непростого рода». Как выяснилось позднее, за Марию выдавала себя бывшая монахиня Екатерина Шангина-Бочкарёва, рассказывавшая всем, кто желал её слушать, что царь сумел выехать за рубеж, а наследник отправлен в Читу под чужой фамилией, где уже успел окончить школу.
Самозванка была арестована ЧК и расстреляна в 1937 году.
Ещё одна лже-Мария появилась в 1926 году в селе Макарьевском Бийского округа. Настоящее имя самозванки было Евдокия Михайловна Чеснокова. В Бийске на квартире Михаила Павловича Горленко, руководителя местной общины иоаннитов, она встретилась с самозванцем Алексеем Щитовым, объявлявшим себя «чудесно спасшимся наследником престола». Авантюра могла кончиться не начавшись, так как «брат» с «сестрой» не узнали друг друга, причём «Алексей» даже выразил сомнение, что стоявшая перед ним девушка «царского рода». Впрочем, ей достаточно быстро удалось найти выход из положения, уверив «брата», что она побывала под арестом в Алтайском ГПУ, где её подвергли издевательствам — среди прочего, выбив передние зубы и отрезав одну грудь.
Вероятно, самозванка обладала достаточным красноречием, чтобы убедить присутствующих в своей правоте. В дальнейшем, когда у неё появился жених «великий князь Владимир», Евдокия Чеснокова полностью взяла на себя руководство дальнейшими действиями.
Под предлогом поездки в английское консульство в Москве она сумела получить от своих приверженцев 80 рублей и паспорт на имя Евдокии Малюгиной. Вместо Москвы мошенники отправились в Вятку, где «открылись» в своём царском происхождении настоятельнице Сычёвского монастыря Раисе Синкевич. Та уговорила их задержаться в Сычёвке, где для «цесаревича» был изготовлен фальшивый паспорт на фамилию Доескурдатье. Монашки собирали в помощь «царским детям» продукты, одежду, деньги. Наконец, «цесаревич» с 50 рублями вернулся в Барнаул, «Мария Николаевна» вместе с «князем Михаилом» отправилась далее в Ржев, где, зарегистрировав брак с ним в местном загсе, родила ребёнка.
2 февраля 1926 года все члены мошеннической группы были арестованы. По т. н. «делу князей» проходили 40 обвиняемых и 17 свидетелей. Решением коллегии ОГПУ «великая княжна Мария Николаевна, она же Ковшикова, Чеснокова и Малюгина, 1902 года рождения, из мелких дворян, живших в Польше, малограмотная» была приговорена к расстрелу.
Наибольший интерес вызвала к себе Чеслава Шапска, чей внук Алексис Бримейер до самой смерти в 1970 году отстаивал свои «права», требуя возвращения себе среди прочего российской императорской короны. Если верить ему, то, по воспоминаниям бабушки, расстреляны были только царь, наследник и слуги, а вся женская часть семьи Романовых тайно вывезена за границу.
Шапска якобы признавала «сёстрами» Маргу Бодтс (с которой действительно встречалась; хотя стоит иметь в виду, что эта лже-Ольга весьма критически относилась к самозванным Романовым, уверяя, что «кроме неё никому не удалось спастись»), Маргариту Линдсей и, конечно же, Анну Андерсон.
В начале XXI века продолжали отстаивать свои «права» на императорское имущество и российскую корону потомки ещё одной претендентки — Марии Марти, умершей в Аргентине. Их легенда также сводится к тайному сговору между Советским правительством и зарубежными странами, причём о судьбе остальных Романовых они хранят полнейшее молчание. «Доказательствами» в этом случае выступают «бросающееся в глаза внешнее сходство» и также почерковедческая экспертиза, которая, по словам наследников, «с неопровержимостью определила» одинаковость почерков их покойной матери и Марии Николаевны Романовой.
И, наконец, оживлённую дискуссию в прессе вызвал рассказ некоего Луиса Дюваля о его «приёмной бабушке», неизвестно откуда появившейся в Южной Африке в сопровождении человека по имени Френк и затем вышедшей за него замуж. Эта Алина, также отказывавшаяся наотрез назвать своё подлинное имя и происхождение, была русской, причём «знатного рода». Она умерла в 1969 году, а в 1993 году, когда в прессе оживленно обсуждалась возможная участь царской семьи, Луис Дюваль вдруг вспомнил о многих мелких деталях, «совершенно убедивших его, что речь шла об одной из царских дочерей». Останки Алины были эксгумированы и отправлены в Англию, где эксперты дали осторожное заключение, что найдено «определённое сходство» между Алиной и Марией Николаевной. ДНК-анализ не мог быть выполнен, так как в жарком климате Южной Африке тело совершенно разложилось, и ткани были сильно загрязнены внешними включениями. Впрочем, Луис Дюваль отнюдь не собирается отказываться от своей теории и разыскивает двух сыновей Алины, которые могли бы снабдить его генетическим материалом.
При этом сообщения о генетической экспертизе останков Романовых всеми претендентами игнорируются как произвольные или фальсифицированные.

## Память
В 2010 году в честь Марии Романовой был назван приобретённый российской судоходной компанией St. Peter Line круизный паром — Princess Maria.

## Предки
Людвиг II Гессенский и Вильгельмина Баденская являлись родителями как принца Карла Гессенского, так и Марии Александровны, супруги императора Александра II. Впрочем, как считают биографы, во втором случае был лишь номинальным отцом, а биологическим являлся барон Август фон Сенарклен де Гранси с которым с 1820 года сожительствовала Вильгельмина Баденская.

### Комментарии
1. ↑  Здесь — «молодые фрейлины» (фр.)
2. ↑  «Придворные дамы» (фр.)
3. ↑  В русских дворянских семьях по строго соблюдавшемуся правилу дети всегда сидели за отдельным столом и питались отдельно от отца и матери.
4. ↑  Имелась в виду императрица Александра Феодоровна.
5. ↑  Комендант дома в Тобольске, сменивший на этом посту Кобылинского.
6. ↑  Дочь Зинаиды Толстой.
7. ↑  См. статью «Николай II» в Большой советской энциклопедии 2-го и 3-го изданий: «В связи с приближением к Екатеринбургу белогвард. войск по постановлению Президиума Уральского обл. совета Николай II и члены его семьи были расстреляны» (БСЭ, 3-е изд., Т. 18, 1974, стб. 22). Первое издание БСЭ ничего не говорит о Уралсовете: «3 (16)/VII 1918 при приближении к Екатеринбургу чехословацких контрреволюционных войск Николай II со всей семьёй был расстрелян» (БСЭ, 1-е изд., Т. 42-й, 1939, стб. 137)